# Bosconia
Bosconia là một khu tự quản thuộc tỉnh Cesar, Colombia. Thủ phủ của khu tự quản Bosconia đóng tại Bosconia Khu tự quản Bosconia có diện tích 609 ki lô mét vuông. Đến thời điểm ngày 28 tháng 5 năm 2005, khu tự quản Bosconia có dân số 22641 người.